# Nemešany
Nemešany (allemand : Nemmeschan) est un village de Slovaquie situé dans la région de Prešov.

## Histoire
Première mention écrite du village en 1570.

## Démographie

### Évolution de la population
| Année:               | 1994. | 2004.   | 2014.    | 2024.    |
| -------------------- | ----- | ------- | -------- | -------- |
| Nombre de personnes: | 330   | 354     | 413      | 504      |
| Différence:          |       | +7,27 % | +16,66 % | +22,03 % |

| Année:               | 2023. | 2024.   |
| -------------------- | ----- | ------- |
| Nombre de personnes: | 476   | 504     |
| Différence:          |       | +5,88 % |